# Mesplède
 Mesplède  es una población y comuna francesa, en la región de Aquitania, departamento de Pirineos Atlánticos, en el distrito de Pau y cantón de Arthez-de-Béarn.

## Demografía
| 373 | 359 | 375 | 333 | 358 | 332 |
| Para los censos de 1962 a 1999 la población legal corresponde a la población sin duplicidades (Fuente: INSEE [Consultar]) |     |     |     |     |     |